# Cuno von Bassewitz
Cuno Rudolph Friedrich August Ludwig Graf von Bassewitz (* 17. Juli 1856 in Raguth; † 3. Januar 1930 in Perlin) war Gutsbesitzer und letzter Provisor im Kloster Dobbertin.

Cuno Graf v. Bassewitz (1910)

## Leben
Cuno Graf von Bassewitz entstammte der alten mecklenburgischen Familie von Bassewitz.
Er wurde als zweiter Sohn des Gutsbesitzers Rudolph Karl Friedrich Wilhelm Graf von Bassewitz in dessen zweiten Ehe mit Elisabeth Gräfin von Bülow auf dem Gut in Raguth, Amt Wittenburg geboren. Sein Vater hatte 1848 das Gut Raguth vom Kammerherrn Carl Friedrich von der Mülbe erworben und war dazu noch Miteigentümer an der Burg Schlitz. Mit dem Geheimen Regierungsrat Bernhard Friedrich Graf von Bassewitz (1756–1816) aus Schwerin hatte die Familie von Bassewitz ab 1795 das Gut, das Dorf und das Kirchenpatronat von Perlin. Ihre späteren Erben wohnten auf Burg Schlitz bei Teterow, dem Hauptsitz dieses Bassewitz'schen Zweiges. Cuno hatte noch einen Bruder Friedrich Hans Heinrich Rudolph und zwei Schwestern. Lilla entstammte der ersten und Alexandrine Luise Klara Maria der zweiten Ehe des Vaters.
Nach dem Tode seines Vaters am 15. Dezember 1877 in Raguth erbte Cuno Graf von Bassewitz am 16. Dezember 1877 das Gut mit dem Dorf zu Perlin. Am 29. Januar 1884 leistete er den Lehnseid und bewirtschaftete 53 Jahre lang das Gut in Perlin. Zum Studium in Bonn wurde er zwischen 1877 und 1879 beim Corps Borussia aktiv. Zuvor hatte er seinen Militärdienst abgeleistet, den er im Rang eines königlich preußischen Leutnants verließ.

Cuno Graf v. Bassewitz vor der Gutseinfahrt (1910)

Am 27. September 1887 heiratete Cuno Graf von Bassewitz Claire Henriette von Abercron auf Othmarschen. Sie hatten zwei Kinder. Kuno Rudolf Friedrich und Gerda Olga Adelheid, geb. am 12. November 1890. Sohn Kuno starb mit 26 Jahren 1915 als Leutnant der Reserve an den Folgen einer Kriegsverletzung aus dem Ersten Weltkrieg in Berlin und wurde auf dem Kirchhof in Perlin bestattet. Die Ehe wurde 1897 geschieden.
Am 6. August 1904 heiratete Cuno dann Josephine (Jose) Elisabeth Hedwig Adolphine Eugenie, geb. Gräfin von Königsmark. Auch sie hatten zwei Kinder. Der Sohn Fritz-Adolf Cuno Rudolf Ulrich Ludwig starb schon mit vier Jahren am 22. November 1909 in Perlin. Elisabeth Josephine, geb. am 29. Oktober 1906, heiratete am 9. März 1935 August-Wilhelm von Gagern (1907–1944).
1916 war er einer der bestätigten Hauptdirektoren des Mecklenburgischen Ritterschaftlichen Kreditvereins. Sein Rittergut Perlin als Lehngut mit Landgut Kowahl umfasste Ende der 1920er Jahre eine Größe von gesamt 1480 ha. Auf dem war bereits ein Administrator eingesetzt. Das spricht oft dafür, dass dies als Auflage eines Kreditgebers, zumeist der Ritterschaftsbank, zu werten ist.

### Provisor im Kloster Dobbertin

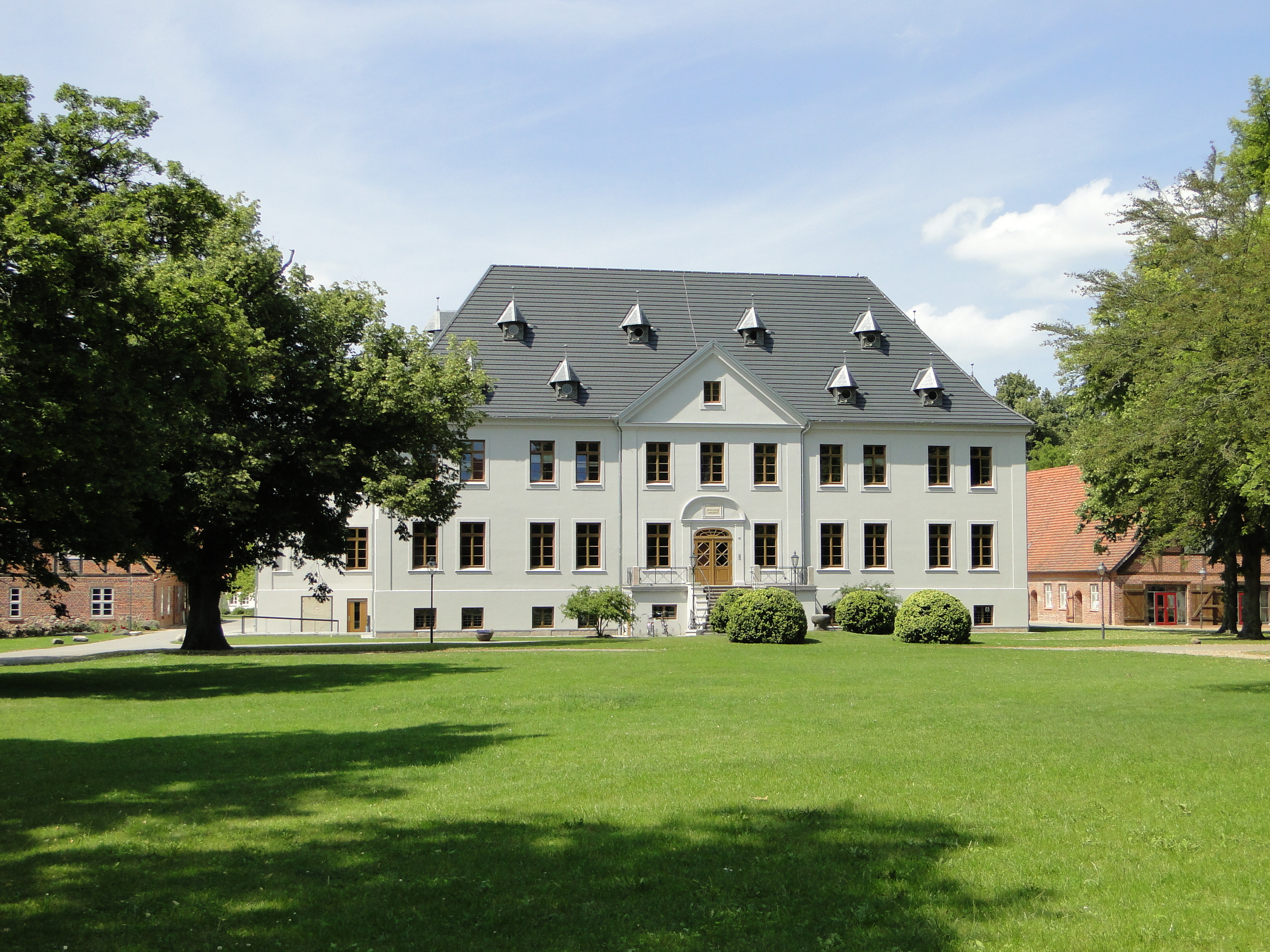
Klosterhauptmannshaus in Dobbertin (2011)

Auf dem Landtag zu Malchin wurde am 14. November 1895 Cuno Graf von Bassewitz für das Herzogtum Schwerin auf vier Jahre zum Provisor des Klosters Dobbertin gewählt. Nach seiner jeweiligen vierjährigen Wiederwahl auf den mecklenburgischen Landtagen erfolgte ebenfalls die großherzogliche Bestätigung als Provisor. Er übte dieses Amt über 23 Jahre sehr gewissenhaft bis zur Auflösung des Landesklosters im November 1918 aus. Seine Einführung als Provisor erfolgte am 9. März 1895 im Chorsaal des Klosters im Beisein der Domina Hedwig von Schack als Vorsteherin des Konvents und den 28 adligen und drei bürgerlichen Klosterdamen. Danach wurden in der Amtsstube des Klosterhauptmannshauses im Beisein des Klosterhauptmanns Erblandmarschall Karl Friedrich Ludwig von Lützow auf Eickhof, des Provisors Kammerherr Landrat Ernst von Gundlach auf Mollenstorf und des Küchenmeisters Rechnungsrat Gustav Schulze die klösterlichen Beamten und Dorfschulzen vorgestellt und mit Handschlag vereidigt.
In den vorliegenden jährlich im Dobbertiner Klosteramt akkurat bis 1918 geführten Protokollbüchern zu den Landtagsversammlungen sind die Aktivitäten des Provisors Cuno Graf von Bassewitz zu entnehmen.
Die letzten nachweisbaren Tätigkeiten Cuno Graf von Bassewitz als Provisor im Kloster Dobbertin waren mit dem Klosterhauptmann Hellmuth Otto Maria von Prollius auf Stubbendorf die Vorbereitung der Klosterberichte für den Landtag. Dazu gehörten auch die vom 4. bis 7. November 1918 durch Mitglieder der Localkomitee des Landtages durchgeführten Revisionen der Klosterkasse, der Rechnungsbücher und der Klosterlade mit den Wertpapieren der Frau Domina Auguste Elenore von Bassewitz aus Schwerin.
Nach Auflösung der Monarchie und Abdankung des Großherzogs Friedrich Franz IV. im Schweriner Schloss erfolgte durch das neue Staatsministerium auch die Auflösung der Landesklöster. Durch den Staatsminister Hans Sivkovich wurde damit am 12. November 1918 in Dobbertin begonnen. Im Schreiben des Klosterhauptmanns von Prollius am 13. November 1918 an den Provisor Grafen von Bassewitz auf Perlin ist zu lesen:  Am Dienstag, den 12. November 1918, Abends 9 Uhr, fuhr vor dem Amtshause ein Auto vor, dem in Begleitung von 5 Soldaten mit Gewehren ein Herr entstieg, der sich dem Unterzeichneten als Staatsminister Sivkovich vorstellte und um eine Unterredung bat. Die Soldaten blieben auf der Diele ...nach Beglaubigung seiner Stellung durch Vorlage der vom Ministerium und dem Soldatenrat in Schwerin unterschriebenen Vollmachten wurde die Klosterverwaltung aufgelöst, durfte aber vorerst weiterarbeiten. Unter Zurücklassung zweier hier einquartierten Soldaten fuhr er weiter zum Kloster Malchow.
Die offizielle Bekanntmachung zur Neuordnung der Landesklöster vom 18. November 1918 wurde schon am 22. November 1918 im Regierungs-Blatt veröffentlicht. Während der Verhandlungen mit den noch Klostervorstehern am 7. Dezember 1918 in Dobbertin zur Übernahme des Klosters in die Staatsverwaltung erhob besonders Cuno Graf von Bassewitz namens der Klostervorsteher und ihrer Comitten Widerspruch gegen die Maßnahmen der Regierung. Ein Ergebnis dieser Verhandlung zwischen dem Klosterhauptmann Hellmuth von Prollius, dem Klosterprovisor Cuno Graf von Bassewitz und dem Klostersynicus, dem Geheimen Hofrat Franz Friedrich Paschen aus Bützow mit den Vertretern des Staatsministeriums aus Schwerin, dem Ministerialrat Friedrich Stratmann und dem Kammerrat Wilhelm Krasemann war das Weiterleben der Konventualinnen im Kloster Dobbertin mit allen Rechten und Vergünstigungen bis an ihr Lebensende. Interessant, dass gerade eine von Bassewitz die letzte Klosterdame in Dobbertin war. Elisabeth Charlotte Gräfin von Bassewitz auf Burg Schlitz verstarb am 22. April 1974 in Dobbertin.

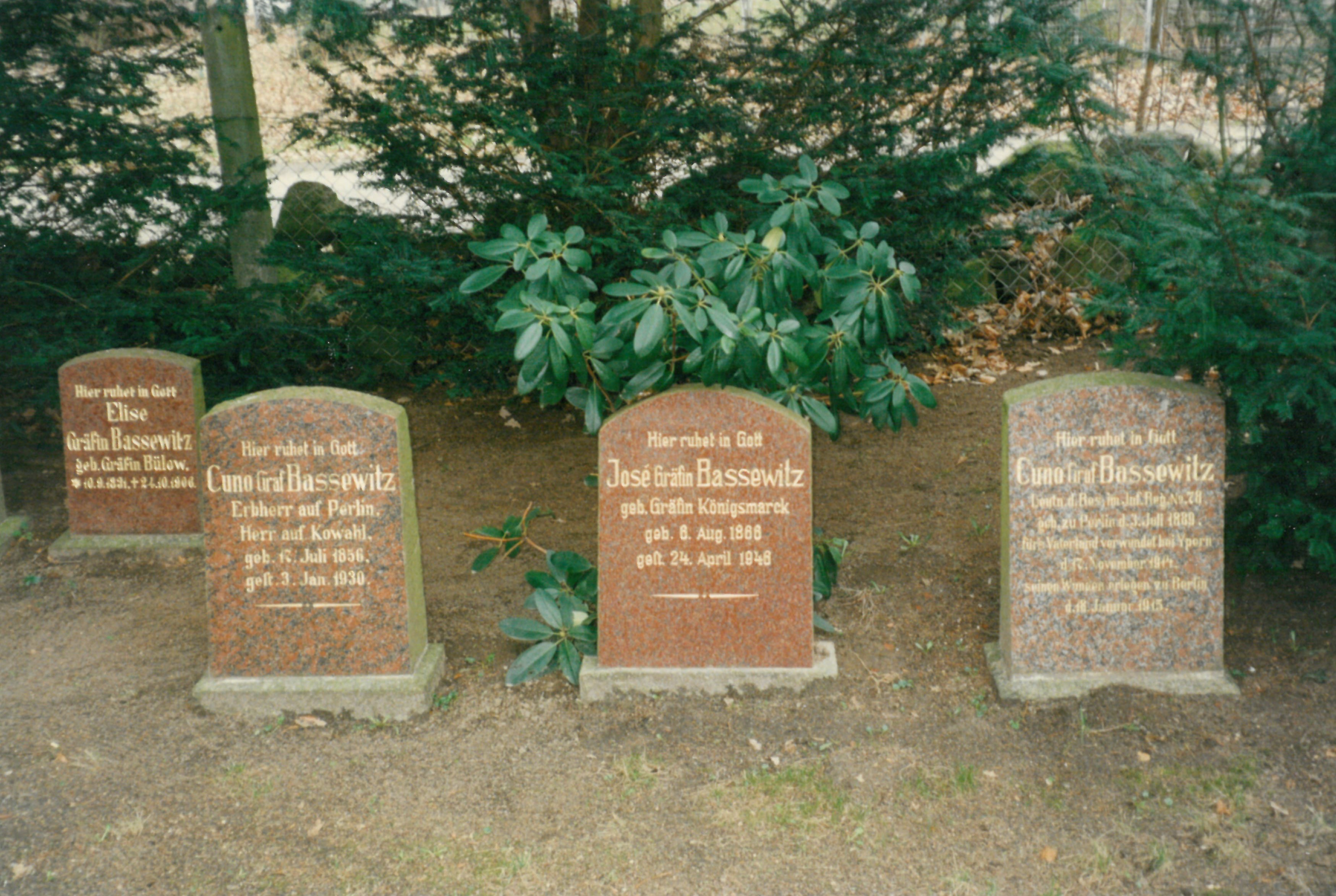
Grabstelle Cuno Graf v. Bassewitz, neben den Gräbern seiner Mutter, seiner zweiten Ehefrau und seines Sohnes (2014)

Als der Graf am 3. Januar 1930 in Perlin starb, hinterließ er keinen männlichen Erben. Nur für seine Ehefrau Josephine die Erbpachtstelle zu Kowahl. Seine beiden Töchter Gerda und Elisabeth beantragten am 25. Januar 1930 die Eintragung des Erbjungfernrechtes im Ritterschaftlichen Grundbuchamt Schwerin. Beide begründeten dies wie folgt: ... Lehnserben sind die Grafen Egon, Albrecht und Friedrich zu Bassewitz zu Burg Schlitz. Es ist nicht ausgeschlossen, daß demnächst ein Zugriff der Gläubiger der Lehnserben erfolgt. Hiergegen muss unser Erbjungfernrecht unter allen Umständen geschützt werden. Die Sorge war wohl nicht ganz unbegründet. Am 4. Februar 1930 beantragten die genannten Lehnserben die Eintragung in das Grundbuch. Es waren die Söhne des ebenfalls schon verstorbenen Bruders von Cuno von Bassewitz. Diese verkauften das Gut Perlin zum 1. Juli 1934 an den Kaufmann Friedrich Gehrke und den Oberstleutnant Günther Stubenrauch für 965 300 Reichsmark. Die Größe des Gutes war im Kaufvertrag 1360 ha 67 a und 85 m² angegeben. Das Gutshaus wurde 1974 wegen zu hoher Sanierungskosten gesprengt.
Cuno Graf von Bassewitz wurde am 6. Januar 1930 in der Familiengrabstätte auf dem Kirchhof zu Perlin beigesetzt.
Er war Großherzoglich Mecklenburg-Schwerinscher Kammerherr und Rechtsritter des Johanniterordens. Sein familiäres Engagement bewies er als langjähriger Vorsitzender des Bassewitzschen Familienverbandes.

### Ungedruckte Quellen
Landeshauptarchiv Schwerin (LHAS)
- LHAS 3.2-3/1 Landeskloster/Klosteramt Dobbertin Nr. 371/b, 1311 Berufung des Grafen von Bassewitz auf Perlin zum Provisor.
- LHAS 5.11-2 Landtagsverhandlungen, Landtagsversammlungen, Landtagsprotokolle, Landtagsausschuß.
- LHAS 5.12-4/2 Ministerium für Landwirtschaft, Domänen und Forsten (1919–1945). Verwaltung der drei Landesklöster und Kloster zum Heiligen Kreuz Rostock.
- LHAS 5.12-4/3 Ministerium für Landwirtschaft, Domänen und Forsten, Abt. Siedlungsamt. Nr. 2439 Perlin, Ritterschaftliches Landgut Perlin, 1934–1939.
- LHAS 5.12-5 Ministerium für Finanzen.

Landeskirchliches Archiv Schwerin (LKAS)
- LKAS, OkR Schwerin, Kirchenbücher Perlin 1668–1930.
- LKAS, OKR Schwerin, Landessuperintentur, Specialia alt, Nr. 435, Patronat Perlin 1654–1937.
- LKAS, OKR Schwerin, Specialia Abt. 3. Nr. 524 Perlin, 004 Begräbniskapelle des Grafen von Bassewitz.
- LKAS, Mecklenburg-Schwerinsches Finanzministerium, Abt. Hochbau, Patronatsbauakten Perlin, Bauten an geistlichen Gebäuden 1879–1926.

Kreisarchiv Nordwestmecklenburg 
- N 29 Guts- und Herrenhäuser in Mecklenburg-Vorpommern. N20-0270 N20-0262, Perlin Gutshaus.

### Gedruckte Quellen
- Grossherzoglich Mecklenburg-Schwerinscher Staats-Kalender 1895–1916. Elfter Abschnitt. Kloster, milde Stiftungen und Wohlthätigkeits-Anstalten. A Jungfrauen Klöster, 1. Das Kloster Dobbertin, a. Kloster-Beamte.